# Mandarí estàndard
El xinès estàndard, també conegut com a mandarí estàndard modern, mandarí estàndard, xinès mandarí o, simplement, mandarí, és la varietat estàndard del xinès mandarí, que al seu torn és la principal de les llengües sinítiques que es coneixen conjuntament com idioma xinès. El mandarí estàndard és l'idioma oficial de la Xina, l'idioma oficial de facto de Taiwan, Hong Kong, Macau i un dels quatre idiomes oficials de Singapur. La pronunciació es basa en el dialecte pequinès, que és només una de les moltes variants del mandarí, un grup gran i divers de dialectes xinesos parlats nativament al nord i sud-oest de la Xina.
El mandarí estàndard és oficialment conegut com a:
- Pǔtōnghuà (xinès tradicional: 普通話; xinès simplificat: 普通话, literalment: "llengua comuna") a la República Popular de la Xina;
- Guóyǔ (xinès tradicional: 國語; xinès simplificat: 国语, literalment: "llengua nacional") a la República de la Xina (Taiwan);
- Biāozhǔn huáyǔ (xinès tradicional: 標準華語; xinès simplificat: 标准华语, literalment: "Idioma xinès estàndard" en un sentit cultural) a Malàisia i Singapur.

Els tres termes són usats intercanviablement en comunitats xineses arreu del món.
Només hi ha dos tipus d'estandardització del mandarí: l'anomenat pǔtōnghuà a la República Popular de la Xina i el guóyǔ a Taiwan. Hi ha petites diferències entre els dos en pronunciació i vocabulari; per altra banda, el pǔtōnghuà s'escriu amb caràcters xinesos simplificats, mentre que el guóyǔ s'escriu amb caràcters xinesos tradicionals.

## El mandarí estàndard en l'educació
Tant a la República Popular de la Xina com a Taiwan (República de la Xina), el xinès estàndard s'ensenya per immersió des de l'educació elemental. Després del segon curs, tota l'educació es realitza en aquest idioma, excepte les classes de llengua local que es duen a terme durant unes poques hores setmanals a Taiwan des de mitjans dels anys 1990.